# Lazurit
A lazurit a szilikátásványok közé tartozó ásvány, azon belül is a szodalitcsoport tagja. Klórtartalmú, nátrium-kalcium tartalmú szilikát. Kedvelt ékszerkő volt már az ókorban is. Sokszor tévesztik az azurittal, a szodalittal és a foszfátokhoz tartozó lazulit vagyis kékpát ásvánnyal, de fizikai tulajdonságaik alapján könnyen elkülöníthetőek.
A lazurit a fő összetevője a lazúrkő vagy lapis lazuli nevű drágakőnek, ami valójában kőzet, mivel a lazurit és gyakori kísérőinek (pirit, markazit, dolomit, csillámok) keveréke.

## Kémiai összetétele
- Nátrium (Na) =13,8%
- Kalcium (Ca) =8,0%
- Alumínium (Al) =16,3%
- Szilícium (Si) =16,9%
- Kén (S) =6,4%
- Oxigén (O) =38,6%

## Elnevezése és felhasználása
Az elnevezése a perzsa lazavard szóból ered, a lapis lazuli elnevezés a latin lapis (=kő) és az arab ég szavak kombinációja. Finomszemcsés őrleménye természetes mélykék színű festékanyag; a közismert ultramarinkék is ebből készül. Az ókorban Görögországban, Egyiptomban és a római területeken a templomok és előkelő paloták díszítésénél alkalmazták.

## Ékszeripari felhasználása
Már az ókorban készítettek gyűrű betéteket, függőket, medálokat a könnyen csiszolható lazuritból. Ritkán előforduló nagyobb kristályai keresettek. A finomszemcsés tömbös példányok gyakran szennyezettek. A világosabb Chile-lapis több kalcitot és szennyező dolomitot tartalmaz. Legkeresettebb az indigókék keleti lazurit. Aprószemű pirit zárványok csiszolt felületén különleges fényhatást eredményeznek. Hevítéssel szine befolyásolható. Savakra nagyon érzékeny, ezért lakk vagy viaszbevonattal látják el, ami a fényhatást is kiemeli. Gyakran hamisítják kvarc "berlini kék" festésével, ilyen a nunkircheni lapis, de ez idővel zöldesre színeződik. A hamisítók gyakran készítenek tripletet, amikor üveget kékre színezett ragasztóanyaggal gyengébb minőségű lazurittal préselnek össze.

## Keletkezése
Szkarnosodott mészkövekben, dolomitokban és gránit kontaktusokban a leggyakoribb, amikor képződése metamorf. Vulkáni bombákban keletkezhetnek kifejlett kristályok is. (Hasonló ásványok: azurit. lazulit, és a szodalit)

## Előfordulásai
A legrégebbi bányászata Afganisztán területén található ahol 6000 éve már kitermelték és ma is jelentős készletek találhatóak. A kitermelést nehezíti az országban uralkodó instabil politikai helyzet. Afganisztán gazdasági fejlődését jelentősen befolyásolhatná, ha a bányászatához kapcsolódó tevékenységeket a központi kormányzat tudná felügyelni, hiszen ezermilliárd dollár értékűre becsült az ott található még fel nem tárt lazúrkő ásványkincs. Oroszország területén a Bajkál-tó nyugati részein kristályos dolomit tartalmazza. Megtalálható Chile, Irán és Kína területén. Olaszországban a Vezúv vulkáni bombáiban találtak kristályos példányokat. (Kísérő ásványok: amelyek szkarnosodás során képződnek.)